# Barmbichl
Barmbichl ist ein Ortsteil der Gemeinde Palling in Oberbayern und hat ca. 48 Einwohner. 
Im Ort selbst sind derzeit drei Bauernhöfe sowie vier Gewerbetreibende aktiv. Den Rest bilden Arbeitnehmer. 
Geografisch gesehen liegt Barmbichl in einer kleinen Talsenke. Durch den Ortskern führt ausgehend von der Steiner Straße in Palling die Staatsstraße 2093 in Richtung Altenmarkt an der Alz. Barmbichl gehört zur selbst ernannten Dorfgemeinde „Oberholz“, an welche sich die Nachbardörfer Höhenstetten, Volkrading und Thalham anschließen. In der Mitte kann eine wieder modernisierte Kapelle besichtigt werden. Das Dorf ist sehr traditionsverbunden, Feste und Bräuche werden regelmäßig gepflegt.

Barmbichl

Alljährlich bietet sich dem Besucher bei guter Witterung ein wunderbarer Ausblick auf die Alpen sowie auf ein schönes Abendrot-Panorama.